# Stohastična matrika
Stohastična matrika (tudi verjetnostna matrika ali matrika prehodov) je matrika, ki se v matematiki uporablja za opis prehodov v markovskih verigah. Uporablja se tudi v teoriji verjetnosti, statistiki, linearni algebri in računalništvu. 
Stohastično matriko se označuje s {\displaystyle P\!\,}, posamezne komponente (v vrstici ali stolpcu) pa s {\displaystyle p_{i,j}\!\,}:
{\displaystyle P=\left({\begin{matrix}p_{1,1}&p_{1,2}&\dots &p_{1,j}&\dots \\p_{2,1}&p_{2,2}&\dots &p_{2,j}&\dots \\\vdots &\vdots &\ddots &\vdots &\ddots \\p_{i,1}&p_{i,2}&\dots &p_{i,j}&\dots \\\vdots &\vdots &\ddots &\vdots &\ddots \end{matrix}}\right)\!\,.}
V matriki so verjetnosti za enostaven prehod (z enim korakom) iz stanja {\displaystyle i\!\,} v stanje {\displaystyle j\!\,} označene z {\displaystyle p_{i,j}\!\,}. Vsaka vrstica ali stolpec v stohastični matrici je verjetnostni vektor (zaradi tega se včasih imenuje tudi stohastični vektor).

## Nekatere značilnosti
Znanih je več vrst stohastičnih matrik:
- desna stohastična matrika
- leva stohastična matrik
- dvojno stohastična matrika

Desna stohastična matrika je kvadratna matrika, njene vrstice sestavljajo nenegativna realna števila, vsota vsake vrstice pa je 1. To se opiše na naslednji način:
{\displaystyle p_{ij}\geq 0,\quad \forall i,j=1,2,\ldots \!\,} in {\displaystyle \sum \limits _{j=1}^{\infty }p_{ij}=1,\quad \forall i\!\,}.
Leva stohastična matrika je kvadratna matrika, njene stolpce pa sestavljajo nenegativna realna števila tako, da je vsota v vsakem stolpcu enaka 1:
{\displaystyle p_{ij}\geq 0,\quad \forall i,j=1,2,\ldots \!\,} in {\displaystyle \sum \limits _{i=1}^{\infty }p_{ij}=1,\quad \forall j\!\,}.
Dvojno stohastična matrika (tudi bistohastična) je tista, ki je istočasno levo in desno stohastična, kar pomeni, da je vsota elementov v vsaki vrstici in stolpcu enaka 1. Zgled takšne matrike je:
{\displaystyle P={\begin{pmatrix}0,5&0,3&0,2\\0,2&0,4&0,4\\0,3&0,3&0,4\end{pmatrix}}\!\,.}
Če sta {\displaystyle P\!\,} in {\displaystyle Q\!\,} dve levi ali desni (tudi dvojno) stohastični matriki, potem je tudi njun produkt {\displaystyle R=P\cdot Q\!\,} levo ali desno (dvojno) stohastična matrika.